# ۴٬۵-دی‌آمینوپیریمیدین
۴،۵-دی‌آمینوپیریمیدین (به انگلیسی: 4,5-Diaminopyrimidine) با فرمول شیمیایی C۴H۶N۴ یک ترکیب شیمیایی با شناسه پاب‌کم ۸۳۷۰۳ است. که جرم مولی آن ۱۱۰٫۱۱۷۲۴ g/mol می‌باشد. 